# Aurora (Maine)
Aurora – miasto w Stanach Zjednoczonych, w stanie Maine, w hrabstwie Hancock.